# Hotel Artemis
Pour les articles homonymes, voir Artémis (homonymie).
Pour plus de détails, voir Fiche technique et Distribution.
Hotel Artemis  est un film de gangsters et de science-fiction américano-britannique écrit et réalisé par Drew Pearce, sorti en 2018.
Le film se déroule le 21 juin 2028, à Los Angeles. Jean Thomas est une infirmière qui travaille depuis 22 ans dans un hôpital secrètement caché dans l'Hôtel Artemis qu'elle dirige. Il regroupe les plus dangereux criminels du monde dont la tueuse à gages française Nice et le trafiquant d'armes Acapulco. Avec son assistant Everest, l'infirmière a pour ambition de les soigner en imposant notamment des règles strictes. Alors que de violentes émeutes éclatent à l'extérieur de sa forteresse médicale clandestine à la suite de restrictions sur l'eau potable, les frères Waikiki et Honolulu arrivent pour des soins médicaux, après un casse raté dans une banque voisine. Alors que ce jour semblait être un mercredi comme les autres, Jean doit rapidement faire face à plusieurs difficultés ; d'abord l'arrivée de la policière Morgan, une ancienne connaissance, blessée durant les émeutes, puis Wolf King, alias Niagara, un patron du crime propriétaire de l'établissement, accompagné de ses hommes de main et de son fils Crosby, qui exige son droit d'entrée pour se faire soigner d'urgence, bien que l'hôtel soit complet...

## Synopsis
En 2028, à Los Angeles, une émeute meurtrière secoue la ville. Profitant du chaos, un groupe de voleurs dirigé par Sherman braque une banque. Alors qu'ils sont contraints de fuir avant d'ouvrir le coffre-fort, le frère de Sherman vole un stylo apparemment ordinaire auprès d'un caissier. Après avoir fait une brèche dans le mur pour s'échapper, ils sont confrontés à des policiers armés. Lors de l’échange de tirs, l'un des voleurs est tué, Buke reçoit une balle dans le cou, et le frère de Sherman est gravement blessé. Sherman, avec son frère, se dirige vers l'Hôtel Artemis, un hôpital clandestin pour criminels, pour obtenir de l'aide.
À l'Hôtel Artemis, dirigé par l'infirmière Jean Thomas, Sherman et son frère scannent leurs bracelets d'adhésion. Buke est rejeté car son bracelet ne fonctionne pas. Après une altercation avec Jean, elle fait venir son assistant, Everest, pour expulser Buke de l’établissement. Ce dernier, résistant, est finalement écarté alors que les émeutes se rapprochent. Jean soigne Sherman et son frère, surnommés Waikiki et Honolulu. Elle s’occupe de leurs blessures et tente de stabiliser Honolulu dont le foie est gravement endommagé, le mettant sur une machine de survie.
Parmi les autres résidents de l'hôtel, se trouvent Acapulco, un marchand d'armes dont le visage a été gravement blessé, et Nice, une assassin qui s'est volontairement blessée elle-même pour se rapprocher d'une cible. Acapulco essaie d’intimider Waikiki, mais ce dernier, ayant un passé avec Nice, intervient. Acapulco tente de jouer au dur, mais personne ne le prend au sérieux. Jean reçoit un appel de Crosby Franklin, qui exige qu'elle soigne son père, le propriétaire de l'hôtel. Crosby et ses hommes se dirigent vers l'hôtel avec le blessé. Pendant ce temps, la coupure de courant due aux émeutes force Everest à rétablir l'électricité à plusieurs reprises.
Alors que la violence des émeutes s’intensifie, un policier nommé Morgan se trouve à l’extérieur de l’hôtel et demande de l’aide à Jean. Everest essaie de dissuader Jean d'ouvrir la porte, mais elle le fait quand même en montrant à Morgan une photo de son fils, Beau, que Morgan reconnaît. En tentant de tirer Morgan à l’intérieur, des voyous essaient de voler le sac de Jean, mais sont abattus par des policiers, qui poursuivent cette dernière. Everest intervient et les élimine.
Jean soigne Morgan, et il est révélé que Beau était son fils décédé d'une overdose, ce qui a laissé une cicatrice émotionnelle à Jean. Après avoir traité Morgan, ce dernier quitte l'hôtel. Waikiki découvre que le stylo volé par son frère est en fait un coffre-fort portable contenant des diamants jaunes d'une valeur de 18 millions de dollars, appartenant à un criminel notoire, le Wolf King. Waikiki souhaite partir avec son frère, mais Honolulu, toujours sur le respirateur, lui demande de partir sans lui. Waikiki utilise une imprimante 3D pour fabriquer une arme malgré l'interdiction d'en détenir dans l'hôtel.
Le Wolf King arrive avec Crosby et son gang. Jean, bien que réticente, soigne le mafieux dont la blessure nécessite une intervention. Après traitement, le Wolf King révèle qu'il a fait tuer Beau pour avoir volé une voiture. Jean, en colère, envisage de le tuer, mais se rappelle qu'un tel acte enfreindrait les règles de l'Artemis.
Nice, ayant pour mission de tuer le Wolf King, coupe l’électricité de l’hôtel au moment où Acapulco essaie de quitter les lieux en hélicoptère. Honolulu meurt lorsque son respirateur se coupe. Alors que l'hélicoptère s'envole, Nice trouve la chambre du Wolf King et lui tranche la gorge avec un morceau de verre. Elle confirme le meurtre à son employeur à l'aide d'un enregistreur intégré à son œil. Elle croise Waikiki et exprime ses regrets pour la mort d'Honolulu. Acapulco, furieux, tire sur Waikiki mais est vaincu lorsque Waikiki le tue en utilisant l'imprimante 3D pour transpercer sa tête.
Nice se bat contre les hommes du Wolf King, tout comme Everest. Waikiki et Jean tentent de quitter l’hôtel mais sont confrontés à Crosby, qui découvre la mort de son père. Crosby attaque Waikiki jusqu’à ce que Jean utilise un scellant médical pour l'aveugler, puis l’achève en lui injectant un tranquillisant pour éléphant.
Waikiki et Jean se préparent à quitter l’hôtel, mais Jean décide de rester pour aider les autres maintenant que le Wolf King et Crosby sont morts. Waikiki la quitte en bons termes et se dirige vers Las Vegas et l’hôtel Apache. Everest, ayant survécu à l’attaque des hommes du Wolf King, rétablit l’électricité à l’Artemis, et Jean retourne à l’intérieur.
La scène post-générique montre que Nice a survécu, et se déplace furtivement dans l’ombre.

## Fiche technique
Sauf indication contraire, les informations mentionnées dans cette section peuvent être confirmées par la base de données cinématographiques IMDb,  présente dans la section « Liens externes ».
- Titre original et français : Hotel Artemis
- Réalisation et scénario : Drew Pearce
- Musique : Cliff Martinez
- Montage : Paul Zucker
- Photographie : Chung Chung-hoon
- Production : Simon Cornwell, Stephen Cornwell, Drew Pearce, Marc Platt et Adam Siegel
- Sociétés de production : The Ink Factory et Point of No Return
- Sociétés de distribution : Global Road Entertainment (États-Unis), Metropolitan FilmExport (France)
- Pays de production :  Royaume-Uni,  États-Unis
- Langues originales : anglais
- Format : couleur
- Genre : science-fiction
- Durée : 95 minutes
- Dates de sortie : 
  - États-Unis : 8 juin 2018
  - Suisse romande : 7 juillet 2018 (Festival international du film fantastique de Neuchâtel)
  - Royaume-Uni : 20 juillet 2018
  - France : 25 juillet 2018

## Distribution
- Jodie Foster (VF : Hélène Babu) : Jean Thomas, l'infirmière
- David Bautista (VF : Serge Biavan) : Everest
- Sterling K. Brown (VF : Jean-Baptiste Anoumon) : Waikiki / Sherman
- Sofia Boutella (VF : elle-même) : Nice
- Jeff Goldblum (VF : Bernard Lanneau) : Niagara / Wolf King
- Brian Tyree Henry (VF : Daniel Lobé) : Honolulu
- Jenny Slate (VF : Dorothée Pousséo) : Morgan
- Zachary Quinto (VF : Adrien Antoine) : Crosby Franklin
- Charlie Day (VF : Benoit DuPac) : Acapulco
- Evan Jones : Trojan
- Kenneth Choi (VF : Paul Borne) : Buke
- Nathan Davis Jr. (VF : Cédric Lemaire) : Rocco
- Joshua Tillman : P-22